# Bataille de Saïo
Ne pas confondre avec la bataille de Sajó.
La bataille de Saïo met aux prises les forces de l'Italie mussolinienne et les forces congolaises de l'empire colonial belge dans l'Ouest de l'Abyssinie le 2 juillet 1941. C'est le dernier épisode du siège de Saïo (aujourd'hui Dembidolo), qui durait depuis le 25 mars. Le 3 juillet, les Italiens arborent le drapeau blanc et les forces belges entrent à Saïo le 6, ce qui marque le terme des combats italiens en Abyssinie.

## Prélude au siège
Après la capitulation de la Belgique à la suite de la campagne des 18 jours, qui se termina par l'occupation de la Belgique par les troupes de l'Allemagne nazie, le gouvernement belge en exil rejoignit les Alliés. Churchill demanda un appui matériel et militaire de la part du Congo belge. En Afrique du Nord, la Libye menaçait l’Égypte et la Corne de l'Afrique, sous domination italienne, constituait un danger pour le Kenya et le Soudan britanniques.
Depuis les colonies britanniques, Churchill envoya des troupes en Abyssinie. Le onzième bataillon de la Force publique arriva du Congo belge pour venir grossir les rangs britanniques en attaquant l'ouest montagneux de l'Abyssinie.
La stratégie globale est arrêtée par le général-major Gilliaert en accord avec l'état-major des forces anglo-françaises qui combattent au nord de l'Abyssinie. Pour ceux-ci et pour les forces venues du Congo belge, il s'agit de prendre l'armée italienne en tenaille. Un autre but est assigné aux troupes de Van der Mersch : protéger la voie du Cap au Caire, colonne vertébrale de l'Empire britannique en Afrique.

## Le siège et la bataille
En partant des hauts plateaux éthiopiens, les troupes coloniales belges de la 1re brigade, sous le commandement du général-major Auguste-Édouard Gilliaert, prirent rapidement et sans grandes difficultés les petites villes d'Asosa et de Gambela en mai 1941 après avoir marché plus de 1 000 km depuis leurs bases congolaises.
Un ancien combattant de la Force publique raconta que "au bout de quelques fusillades courtes mais intenses, les troupes italiennes battirent en retraite. Leurs officiers ne prirent même pas la peine d'emporter leurs sabres ou leurs raquettes de tennis. Mais le combat le plus difficile devait encore arriver".
En effet, le combat fut bien plus difficile à Saïo, une importante ville de garnison italienne près de la frontière soudanaise. Les troupes de la Force publique étant en nombre inférieur par rapport aux troupes italiennes, elles ont recours à des actions de guérillas autour de la ville et multiplient les escarmouches pour continuellement harasser les assiégés et leur donner l'illusion d'être encerclés par une force bien supérieure.
Les troupes belges et congolaises souffrirent de paludisme et d'autres maladies tropicales, mais réussirent à défaire les Italiens dans un certain nombre d'engagements. Ayant reçu des renforts, dont deux batteries d'artillerie de campagne et un soutien de la force aérienne sud-africaine, (comprenant notamment une escadrille belge), l'état-major belge lance une attaque décisive. Après de violentes canonnades, le 2 juillet 1941, les Italiens, démoralisés, demandèrent une trêve, alors qu'ils étaient nettement plus nombreux et puissants sur le plan militaire. Les commandants belges acceptèrent sous réserve d'une capitulation totale.

## Conséquences

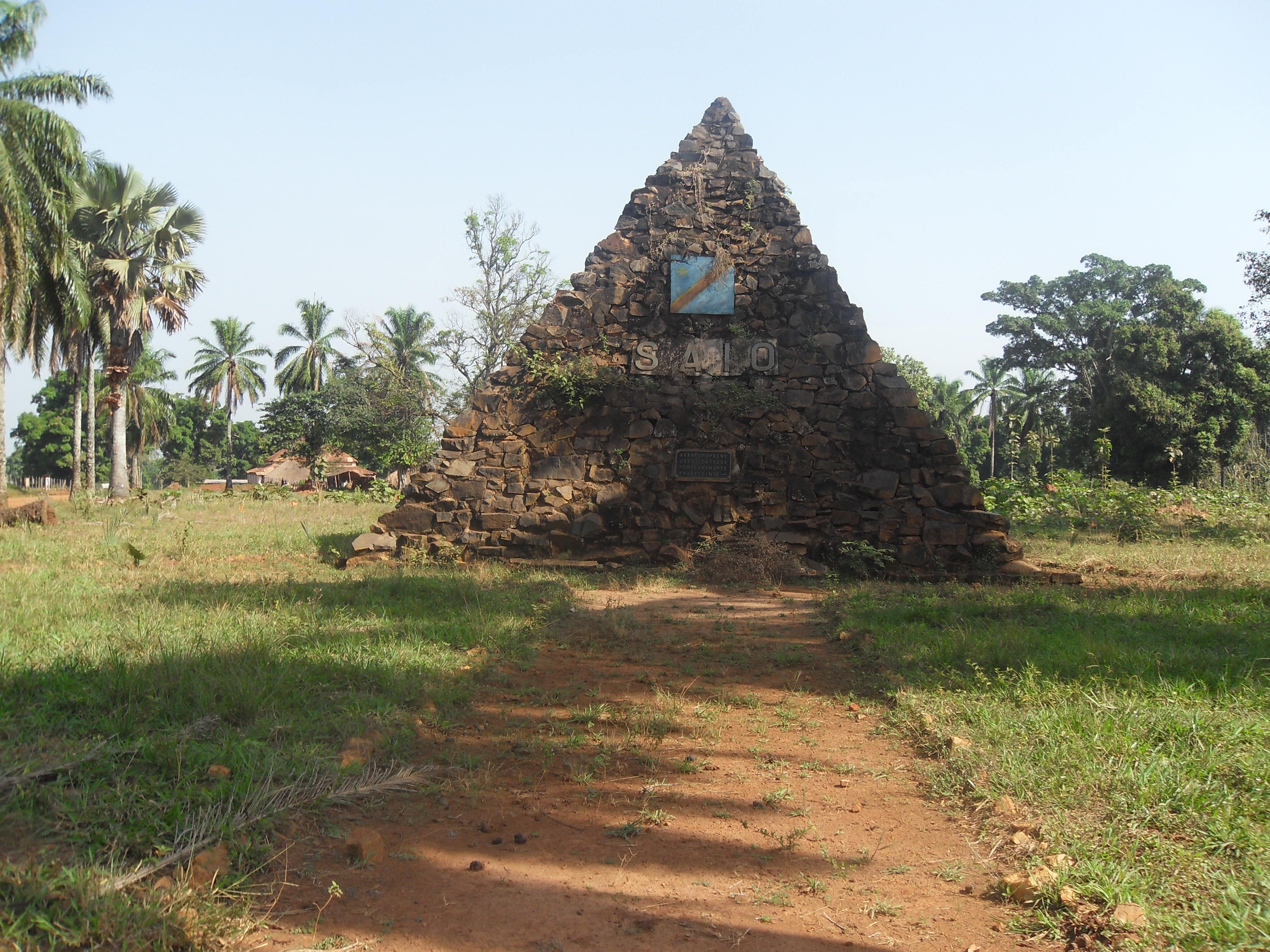
Monument érigé à l'honneur de la Force Publique Congolaise pour ses victoires en Abyssinie durant la Seconde Guerre mondiale.

Neuf généraux italiens furent faits prisonniers, dont Pietro Gazzera, le commandant de l'armée italienne en Afrique-orientale, et le comte Arconovaldo Bonaccorsi, l'inspecteur général des milices fascistes. 370 officiers italiens, 2574 sous-officiers et 1533 soldats indigènes furent également capturés. Enfin, 200 troupes irrégulières indigènes furent renvoyées chez elles.
Sur le plan matériel, la Force publique s'empara de 18 canons, 5000 bombes, 4 mortiers, 200 mitrailleuses, 7600 fusils et 2 millions de cartouches. De plus, les Belges et les Congolais confisquèrent 20 tonnes de matériel radio dont 3 postes émetteurs complets, 20 motos, 20 voitures, 2 chars blindés et 250 camions.
Du côté belge, il y eut 4 morts et 6 blessés graves, du côté africain 42 hommes succombèrent à la maladie ou à leurs blessures. Parmi les porteurs, 274 perdirent la vie, principalement à cause de l'épuisement et de la dysenterie.
Au total, au cours de la campagne d’Abyssinie, la Force Publique reçut la reddition de neuf généraux italiens, 370 officiers de haut rang et 15 000 hommes de troupes coloniales italiennes avant la fin de 1941. Les forces congolaises en Abyssinie subirent environ 500 pertes.
Après la victoire des Alliés en Abyssinie, la Force Publique fut rebaptisée 1re brigade motorisée coloniale belge. Sa garnison était en Égypte et en Palestine mandataire en 1943 et 1944. La colonie britannique du Nigeria, qui avait été utilisé comme base arrière pour une invasion planifiée du Dahomey alors contrôlé par Vichy (qui ne se produisit pas), fut également une garnison pour 13 000 soldats congolais.